# Bleib’n mr noch a weng do

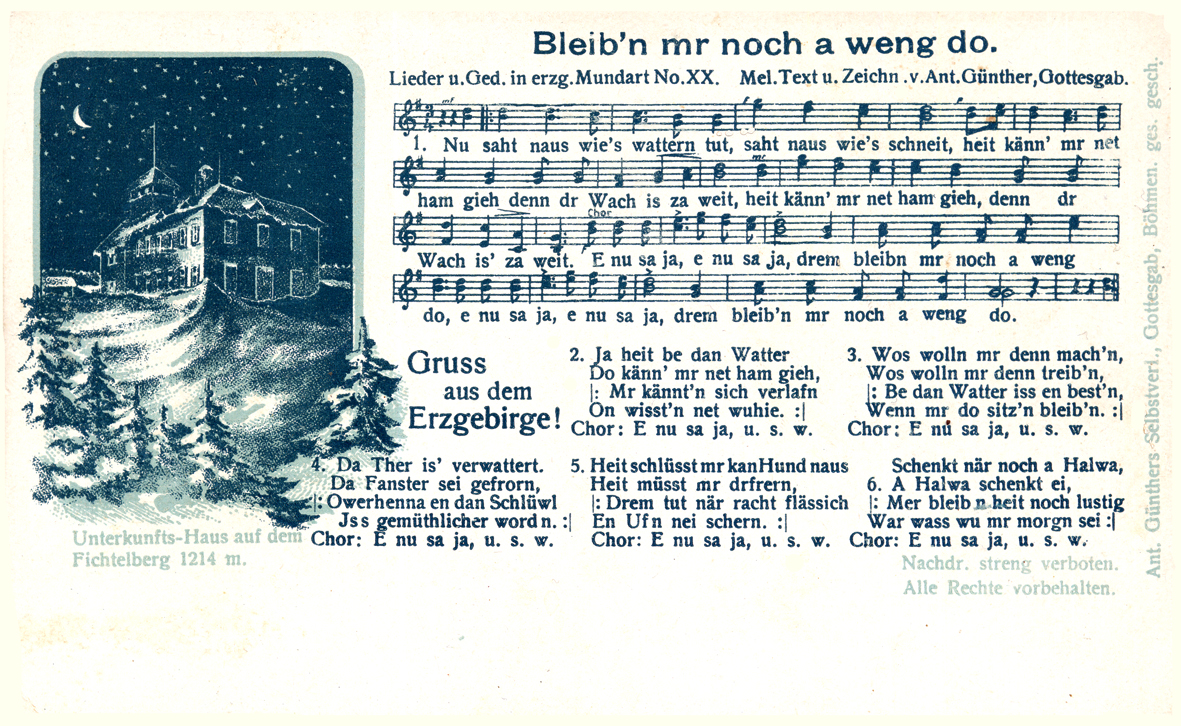
Bleib’n mr noch a weng do, Liedpostkarte Nr. XX (1903 u. ö.)

Bleib’n mr noch a weng do (deutsch: „Bleiben wir noch ein wenig da“) ist eines der bekanntesten Volkslieder des Erzgebirges aus dem Jahr 1903, geschrieben vom Volksdichter Anton Günther. Das Lied etablierte sich über die Jahre auch als Weihnachtslied.

## Publikationsgeschichte

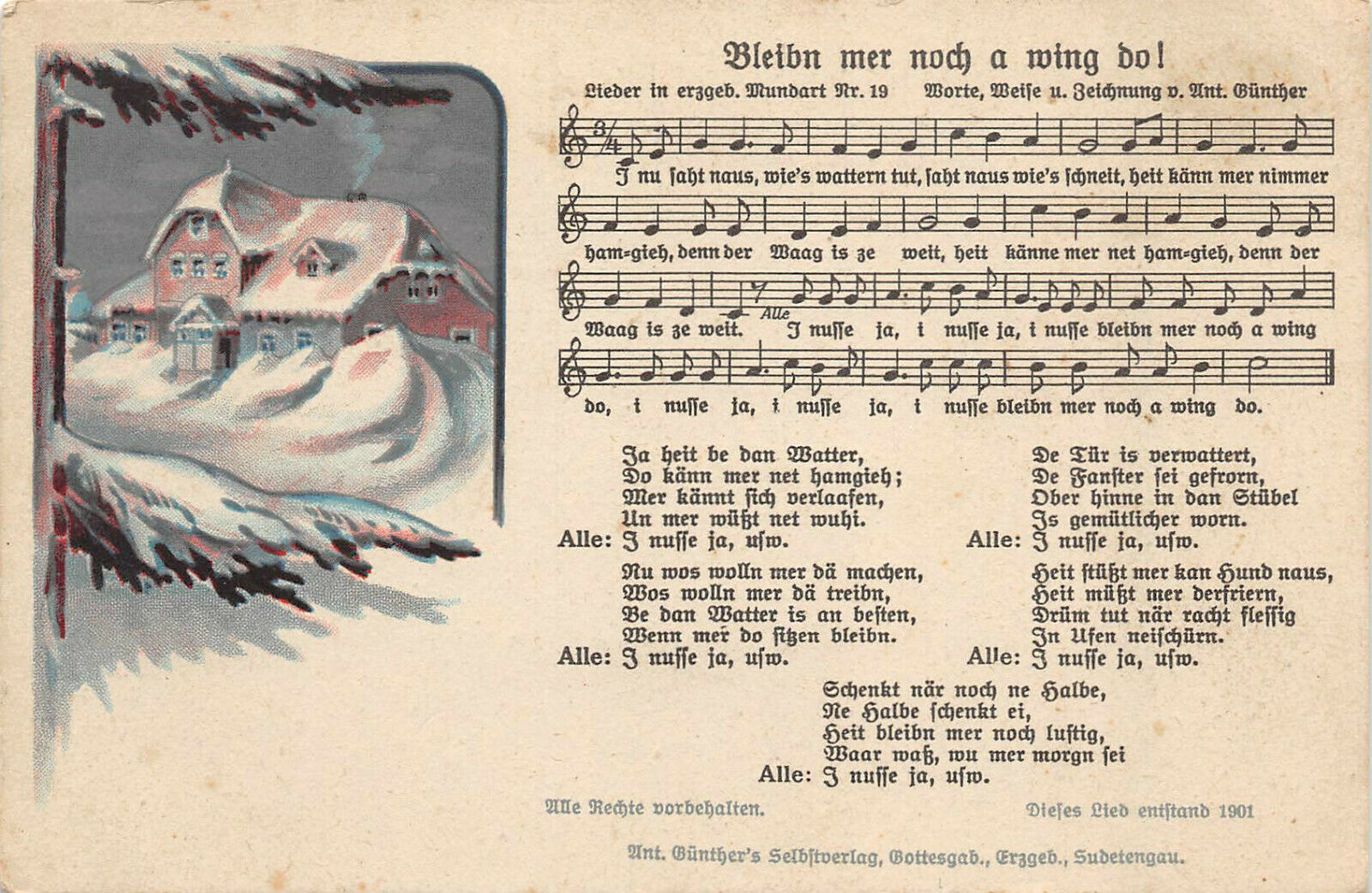
Motiv: Anton Günthers Elternhaus. Diese Liedpostkarte wurde nach 1939 von Anton Günthers Erben herausgegeben.

Bleib’n mr noch a weng do erschien zuerst 1903 als Liedpostkarte Nr. XX in Ant. Günthers Selbstverlag. Sie zeigte als einfarbiges Motiv das Unterkunftshaus auf dem Fichtelberg im Mondschein. Diese Liedpostkarte wurde später von Anton Günther unter der Nr. 19 vertrieben, das Motiv wurde dann auch farbig gestaltet.
1955/1956 erschien mit Zustimmung der Erben Günthers eine Liedpostkarte mit farbigem Motiv im Verlag Erhard Neubert in Karl-Marx-Stadt unter der Nummer 8979. Sie gibt als Entstehungsjahr des Liedes 1901 an, so wie es Anton Günthers Erben bereits auf den Liedpostkarten nach 1939 getan hatten. Bereits 1938 gab Helmuth Stapff in seinem Liederbuch Unner Haamit. Lieder aus dem Silbernen Erzgebirge und 1939 Horst Henschel in Singendes Land. 400 Mundartlieder aus der Erzgebirge – beide in Abstimmung mit dem Rechteinhaber der Noten, Friedrich Hofmeister – 1901 als Entstehungsjahr des Liedes an.
1909 erschien in der Buchhandlung Goedsche in Schneeberg eine Klavierfassung des Liedes. 1914 verlegte der Hofmeister Musikverlag in Leipzig eine Klavierfassung, die von Artur Henschel eingerichtet wurde. Sie erschien im Band 3 D'r Toler-Hans-Tonl. Anton Günthers Erzgebirgslieder mit Klavierbegleitung.

## Interpretationen
Bleib’n mr noch a weng do wurde von Anton Günther selbst eingesungen und bereits in den 1920er Jahren mehrfach auf Schellackplatten veröffentlicht. Das Lied wurde bis heute vielfach nachgesungen und neuinterpretiert, unter anderem von den Crottendorfer Spatzen und Gitta Walther.

## Melodie und Text
Melodie und Text der hier angegebenen Fassung entsprechen der 1903 von Anton Günter als Liedpostkarte veröffentlichten Version.
Bleib’n mr noch a weng do (erzgebirgisch)

1. Nu saht naus wie’s wattern tut,

saht naus wie’s schneit,

heit känn’ mr net ham gieh

denn dr Wach is za weit,

heit känn’ mr net ham gieh,

denn dr Wach is’ za weit.

E nu sa ja, e nu sa ja,

drem bleibn mr noch a weng do,

e nu sa ja, e nu sa ja,

drem bleib’n mr noch a weng do.

2. Ja heit be dan Watter

Do känn’ mr net ham gieh,

Mr kännt’n sich verlafn

On wisst’n net wuhie.

Mr kännt’n sich verlafn

On wisst’n net wuhie.

Chor: E nu sa ja, u. s. w.

3. Wos wolln mr denn mach’n,

Wos wolln mr denn treib’n,

Be dan Watter iss en best’n,

Wenn mr do sitz’n bleib’n.

Be dan Watter iss en best’n,

Wenn mr do sitz’n bleib’n.

Chor: E nu sa ja, u. s. w.

4. Da Ther is’ verwattert.

Da Fanster sei gefrorn,

Ower henna en dan Schtüwl

Iss gemüthlicher word’n.

Ower henna en dan Schtüwl

Iss gemüthlicher word’n.

Chor: E nu sa ja, u. s. w.

5. Heit schlüsst mr kan Hund naus

Heit müsst mr drfrern,

Drem tut när racht flässich

En Ufn nei schern.

Drem tut när racht flässich

En Ufn nei schern.

Chor: E nu sa ja, u. s. w.

6. Schenkt när noch a Halwa

A Halwa schenkt ei,

Mer bleib’n heit noch lustig

War wass wu mr morgn sei.

Mer bleib’n heit noch lustig

War wass wu mr morgn sei.

Chor: E nu sa ja, u. s. w.

## Diskografie

### Schellackplatten
- Leipziger Krystallpalast-Sänger, um 1918, Zonophone 16541, MP3
- Leipziger Krystallpalast-Sänger, Grammophone 14125
- Anton Günther, Beka, 1922, MP3
- Anton Günther, Homocord, 1928, MP3

### Andere Medien
- Crottendorfer Spatzen, auf der LP Erzgebirgs-Weihnacht, 1974, ETERNA, Neuauflagen 1977, 1987, 1990
- Anton Günther, CD Anton Günther - 25 Heimat- und Vaterlandslieder, 2008, BT-Music, Neuauflage 2016
- Petra Günther und ihre Original Erzgebirgischen Elbtalmusikanten, CD De neie Mode, recordJet, 2012
- Geschwister Caldarelli, Winterobmd im Arzgebirg, ETERNA, 1958, OCLC 857985701
- Geschwister Caldarelli, LP Weihnachten im Erzgebirge, ETERNA, 1960, Neuauflagen 1963, 1999, 2005
- Zschorlauer Nachtigallen: CD Laßt uns wieder Weihnachten feiern, B.T.M, 2019